# Nazionale maschile di beach soccer della Lettonia
La nazionale di beach soccer della Lettonia rappresenta la Lettonia nelle competizioni internazionali di beach soccer.

## Rosa
| N. |                     | Ruolo | Calciatore       |
| -- | ------------------- | ----- | ---------------- |
| 1  | Lettonia (bandiera) | P     | Aigars Bondars   |
| 2  | Lettonia (bandiera) | D     | Ģirts Paulis     |
| 5  | Lettonia (bandiera) | A     | Valdis Veinbergs |
| 7  | Lettonia (bandiera) | D     | Gatis Rožkalns   |
| 10 | Lettonia (bandiera) | A     | Dāvids Vecaukums |
| 97 | Lettonia (bandiera) | D     | Jacob Stiller    |

Allenatore: Valts Būmanis